# 沃登高地
沃登高地（英語：Voden Heights）是南極洲的高地，長42.5公里、寬15.4公里，最高點是海拔高度1,650米的扎德魯加山，北面是弗拉斯克冰川，而南面是萊帕德冰川。

## 外部連結

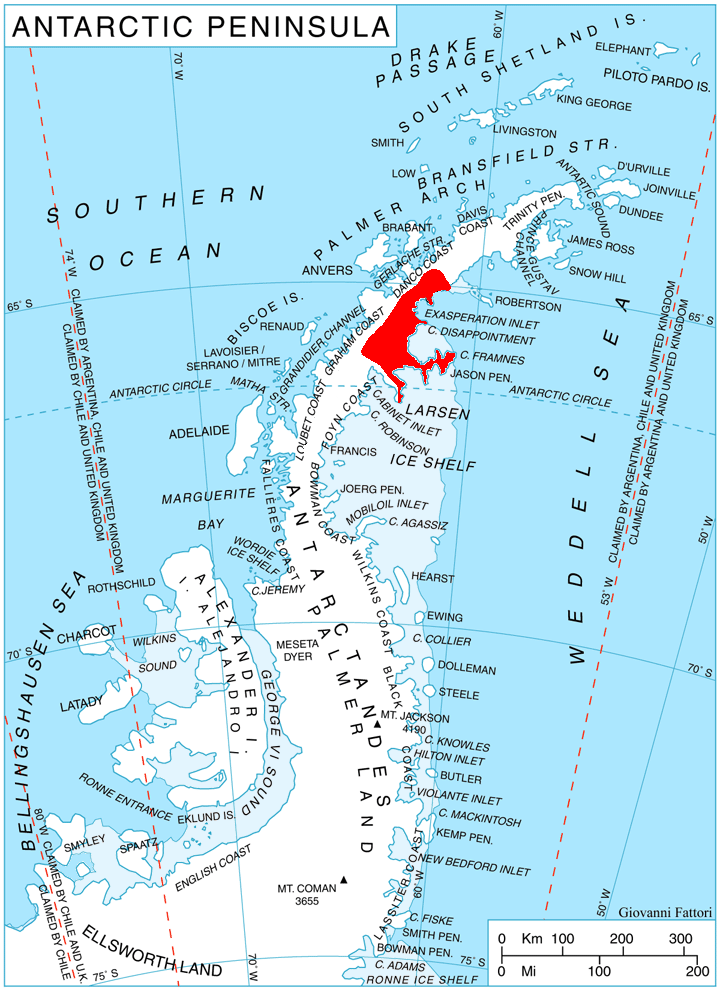

- Voden Heights. （页面存档备份，存于） SCAR Composite Antarctic Gazetteer.

65°50′40″S 62°50′40″W / 65.84444°S 62.84444°W